# Chaos Reef
Das Chaos Reef (in Chile Bajo Cochecho) ist ein unregelmäßiges Gebiet aus Felsenriffen und Untiefen im Archipel der Südlichen Shetlandinseln. Es liegt 1,1 km nordöstlich des Morris Rock am nördlichen Ende der Aitcho-Inseln.
Seinen deskriptiven Namen erhielt dieses geografische Objekt im Jahr 1971 durch das UK Antarctic Place-Names Committee. Namensgeber der chilenischen Benennung ist José „Cochecho“ Duarte Villaroel, Kapitän des Schiffs Lautaro bei der 3. Chilenischen Antarktisexpedition (1948–1949).